# Fritz Strobl
Fritz Strobl (n. 24 august 1972, Lienz, Tirol, Austria) este un schior alpin ce a reprezentat Austria, medaliat olimpic. A participat la 3 ediții ale Jocurilor Olimpice (1998, 2002, 2006) în care a câștigat o medalie de aur.